# Monowi
Monowi – wieś zarejestrowana w hrabstwie Boyd w Nebrasce. Według spisu ludności w 2010 roku miejscowość liczy tylko jedną osobę.